# Janaka

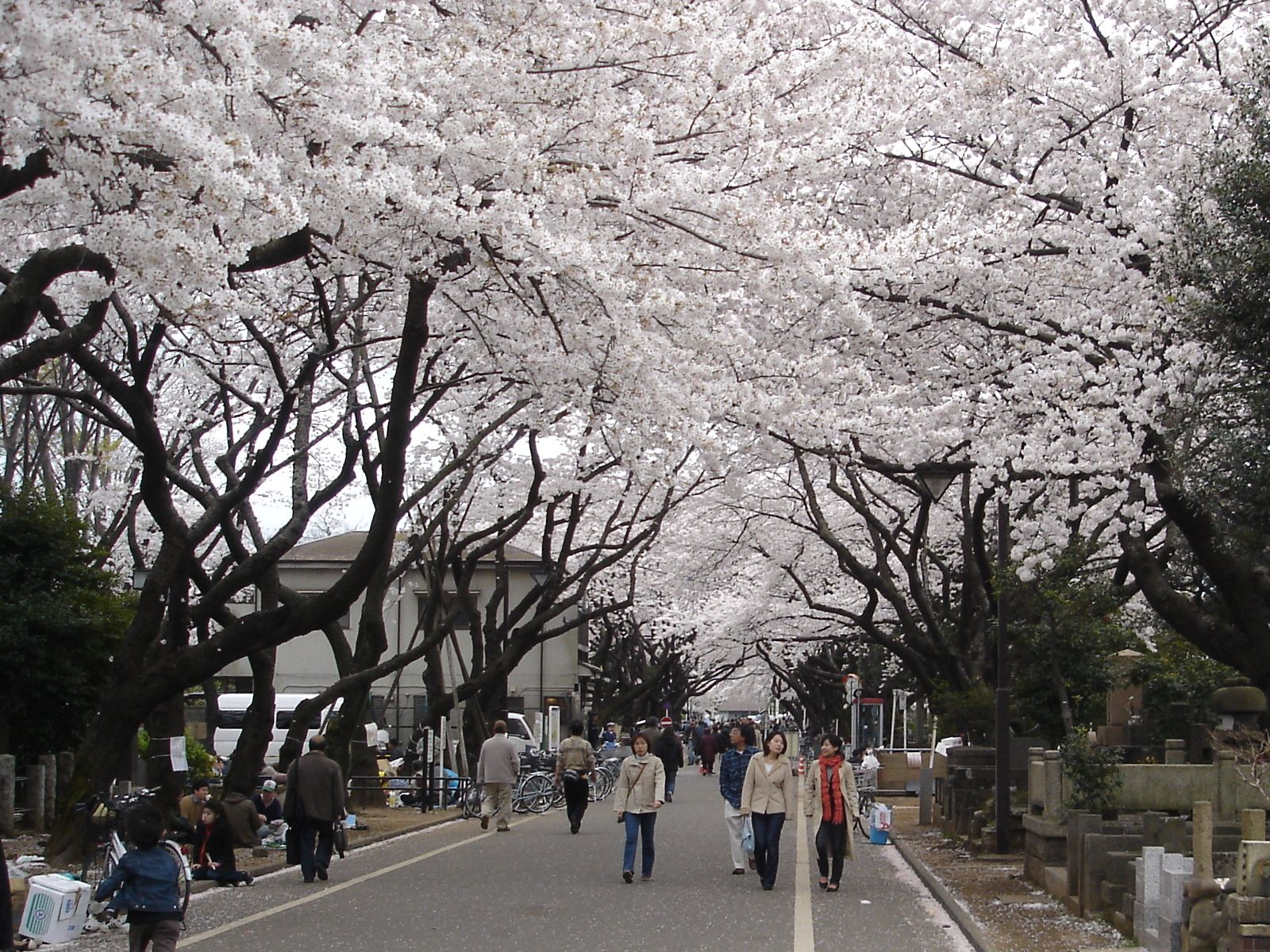
Ulice Sakura-dóri

Janaka (japonsky 谷中) je městská čtvrť ležící v severní části hlavního města Japonska – v Tokiu. Je to zachovalá čtvrť Tokia s tradičními japonskými domy. Čtvrť Janaka nepostihlo ani ničivé zemětřesení roku 1923, ani bombardování za 2. světové války a dokonce, ani mohutná přestavba v jiných částech města na přelomu 20. a 21. století. Čtvrť Janaka je někdy společně se sousedními starými čtcrtěmi Sendagi a Nezu nazývána Janesen (Janaka, Nezu, Sendagi).

## Historie
Tato čtvrť vznikla, když se tokugawský šógunát rozhodl město Edo na perifériích obestavět buddhistickými chrámy a kláštery, které by ve chvíli, kdy by bylo Edo napadeno fungovaly jako pevnosti.

## Janacký hřbitov a buddhistické chrámy

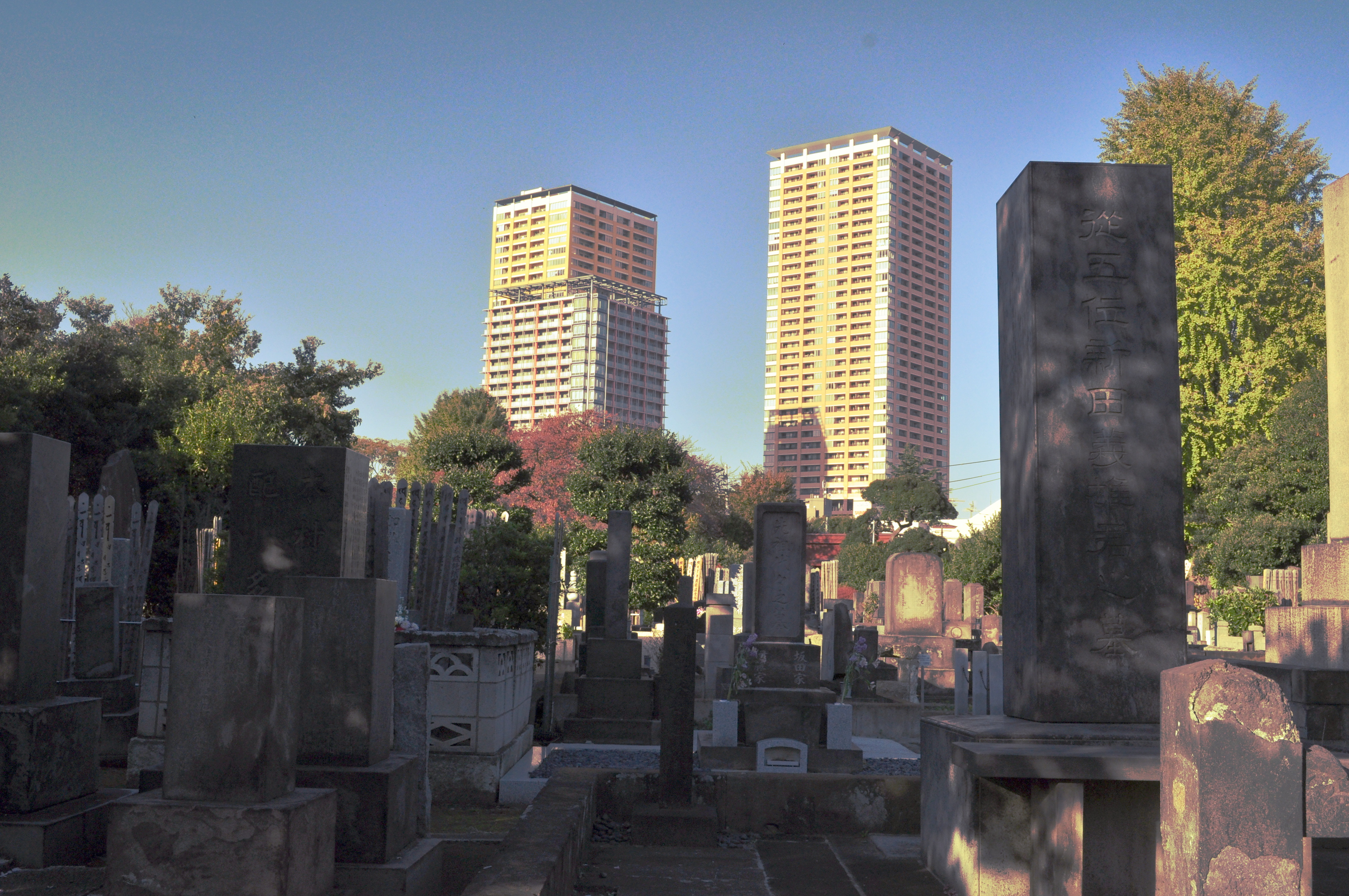
Janacký hřbitov

### Janacký hřbitov
Janacký hřbitov je jedním z nejstarších hřbitovů v Tokiu. Skrz hřbitov vede ulice Sakura-dóri lemovaná po obou stranách sakurami. Na janackém hřbitově je pohřbeno mnoho slavných osobností. V kanceláři hřbitova si můžete vzít mapu s vyznačenými místy posledního odpočinku slavných a nebo vám je rádi ukáží zřízenci. Nachází se tu poslední místo odpočinku:

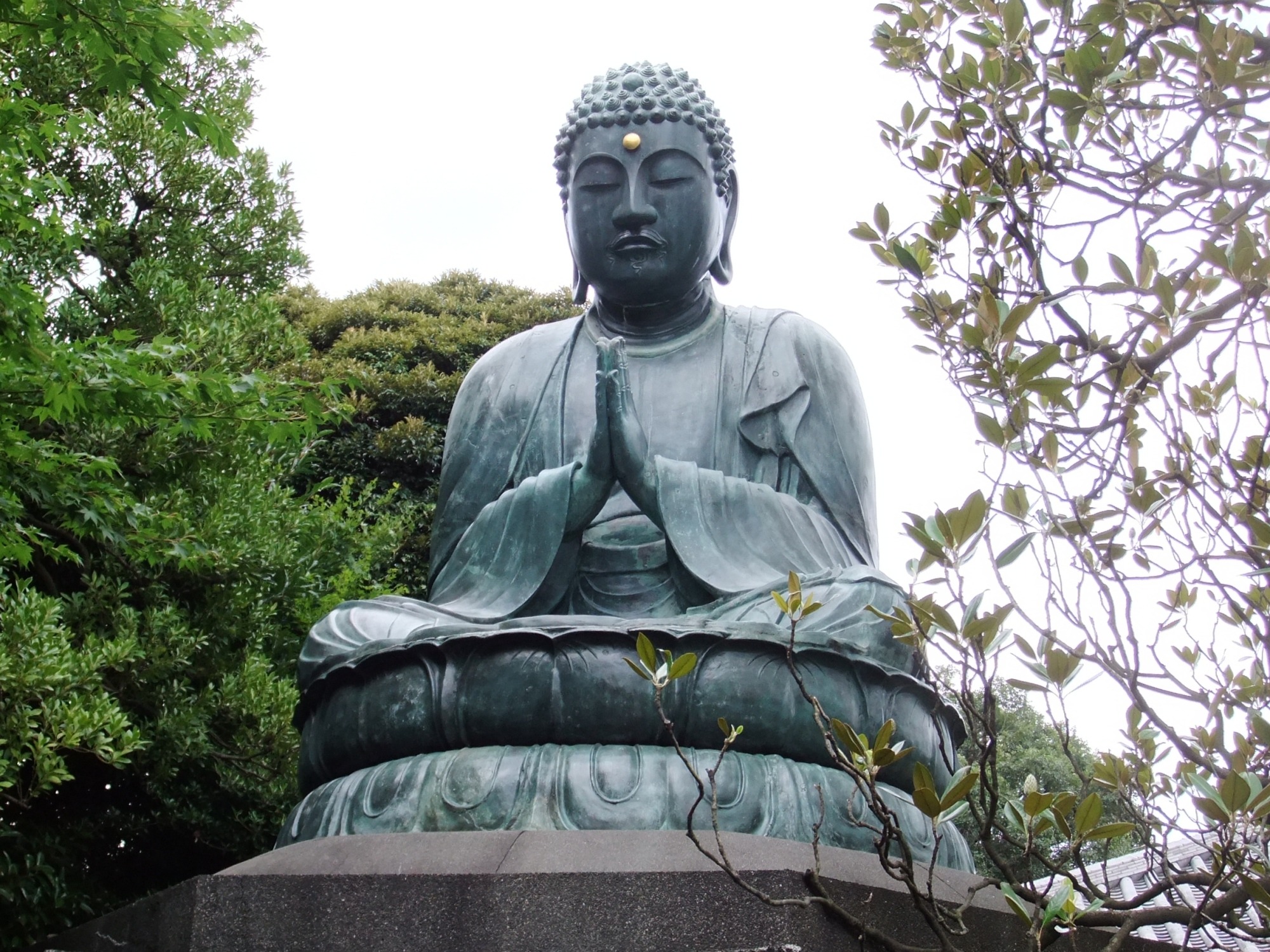
Socha Buddhy v Tennó-dži

- Socha Buddhy v Tennó-džiMasové vražedkyně Takahaši Odenové (1848-1879)
- Botanika Makino Tomitariho (1862-1957)
- Malíře Jokojama Taikana (1868-1958)
- Slepého klavíristy a hudebního skladatele Mičia Mijagiho (1894-1956)
- Posledního šóguna Jošinobu Tokugawy (1837-1913).

### Tennó-dži
Uprostřed janackého hřbitova leží chrám Tennó-dži z konce 14. století, ve kterém se nachází obrovská, bronzová Buddhova socha z roku 1690.

### Daien-dži
U tohoto chrámu najdeme sochu bohyně milosrdenství Kannon, k níž lidé přicházejí, aby sochu pohladili na místě, které je samotné bolí, čímž prosí za uzdravení nebo zhojení. Podle ohlazených míst této sochy bychom mohli soudit že obyvatele Tokia nejvíce trápí bolest břicha a hlavy. U tohoto chrámu se také nachází pomník oslavující krásu dívky Osen, jež výtvarníku Harunobuovi stála v 18. století modelem při tvorbě grafických listů.

### Džómjó-dži
U tohoto chrámu stojí zhruba 20 000 malinkých sošek Džizó. Tyto sošky jsou v Japonsku uctívány jako bůžci zdraví a uzdravování a jsou také ochránci dětí a pocestných. Džizó jsou po celém Japonsku a jejich poznávací znamení jsou červené čepičky a bryndáčky. Chrám pořád sbírá sošky, protože je jeho cílem nasbírat jich 84 000.

## Asakurovo muzeum

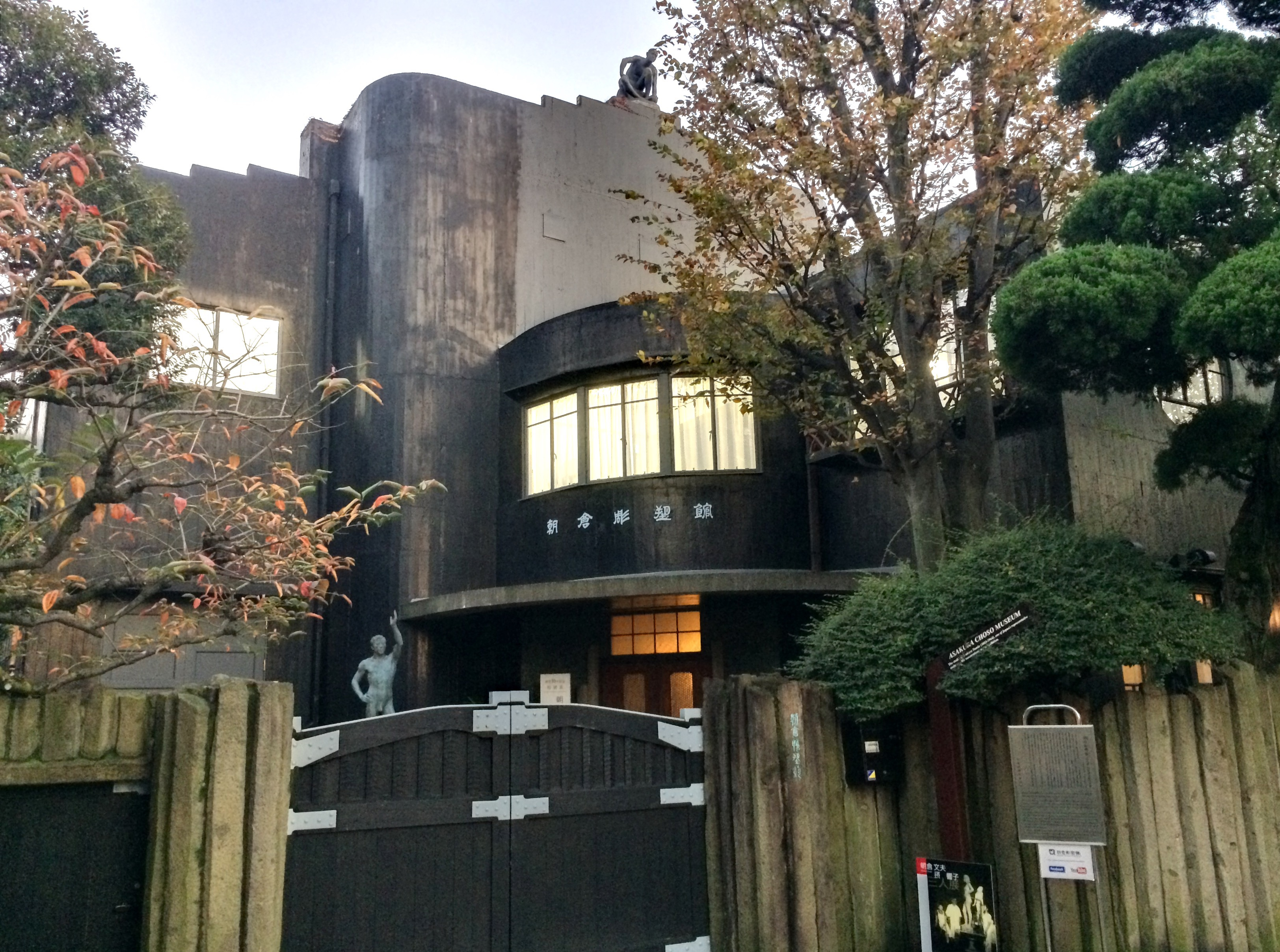
Asakurovo muzeum

Asakurovo muzeum se nachází v domě Asakura Fumia (1883-1964), významného sochaře, který je považován za zakladatele moderního japonského sochařství. V interiéru muzea jsou vystaveny většinou sošky koček. Exteriér tvoří krásná japonská zahrada, jejíž jezera mají připomínat pět konfuciánských ctností.

## Ulice Janaka-ginza-dóri a další významné tradiční obchody

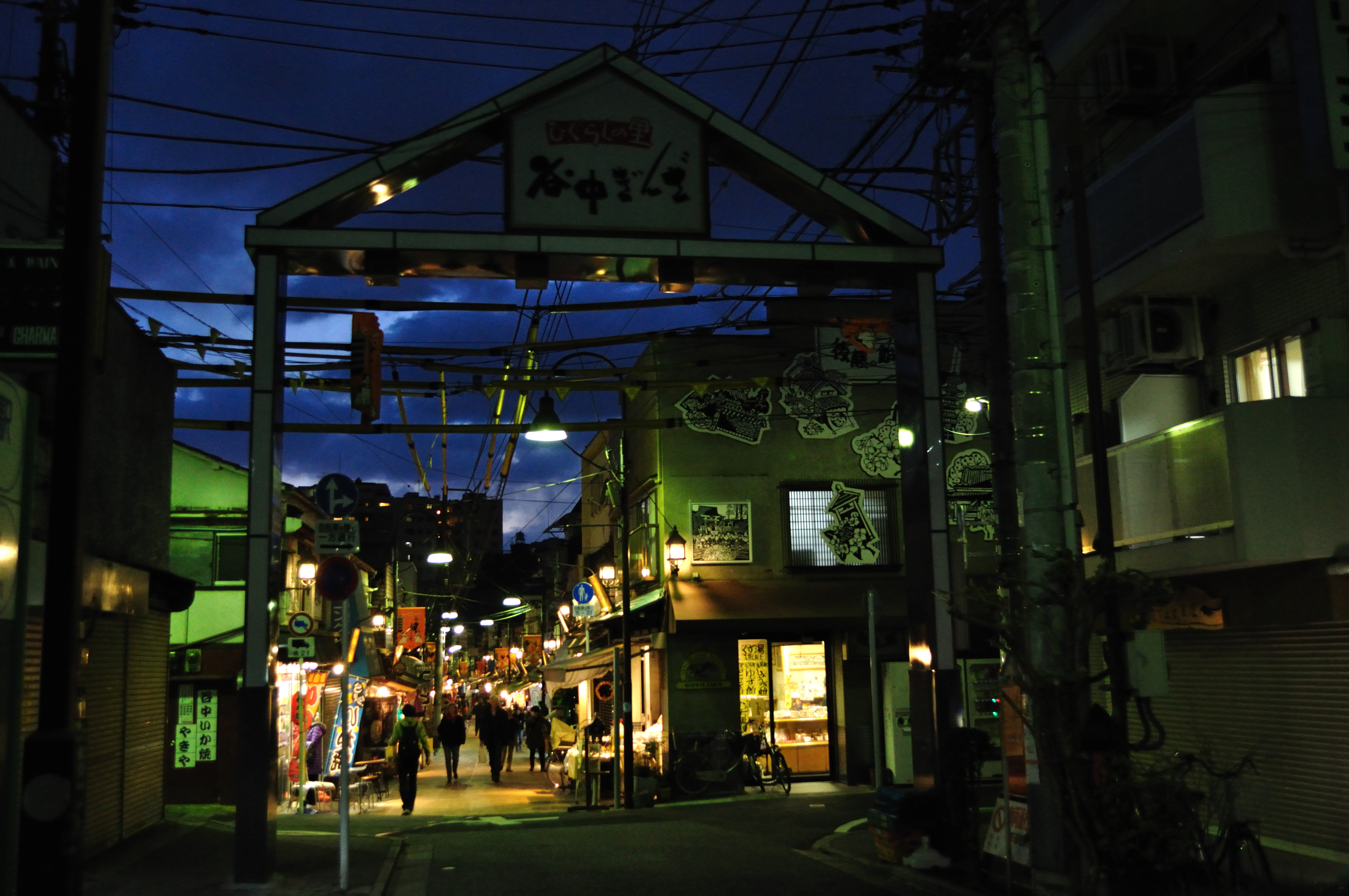
Večerní ulice Janaka-ginza-dóri

### Janaka-ginza-dóri
Ulice Janaka-ginza-dóri je úzká nákupní ulice ve čtvrti Janaka s příjemnou retro atmosférou. Je tu plno malých kaváren a obchůdků, často s tradičními řemeslnickými výrobky.

### Isetacu
Na ulici Sansakizaka skoro naproti buddhistického chrámu Daien-dži se nachází obchod Isetacu s papírovými uměleckými předměty. Je to jeden z nejvyhlášenějších a nejstarších obchodů v Tokiu tohoto druhu. Tento obchod se specializuje na papír přetištěný z originálních samurajských textilií zvaný čijogami. Prodávají se tu i vějíře, panenky, skříňky a hřebeny, a to vše vyrobeno ručně z japonského papíru waši.

### Jošidaja Sake-ten
Obchod Jošidaja Sake-ten je kupecký dům z roku 1910 přeměněný v muzeum. Vypadá jako za dob, kdy se tu opravdu prodávalo se všemi tehdejšími plakáty a sudy se sake. Vstup do muzea je zdarma.